# Lone Dybdal
Lone Dybdal (* 12. November 1955) ist eine ehemalige dänische Marathonläuferin.
1978 stellte sie beim Husumer Wintermarathon mit 2:51:54 h den aktuellen Streckenrekord auf und kam bei den Crosslauf-Weltmeisterschaften in Glasgow auf den 80. Platz.
1980 siegte sie erneut in Husum und beim Kopenhagen-Marathon. 1983 kam sie beim London-Marathon auf den 23. Platz und siegte in Kopenhagen. Einem 38. Platz bei den Leichtathletik-Weltmeisterschaften in Helsinki folgte ein 23. Platz beim New-York-City-Marathon.
Im Jahr darauf gewann sie den Kuala-Lumpur-Marathon, kam bei den Crosslauf-Weltmeisterschaften 1984 in East Rutherford auf Rang 86, wurde Siebte beim Boston-Marathon und stellte als Zehnte in London mit 2:39:39 h ihre persönliche Bestzeit auf. Beim Internationalen Marathon von Seoul wurde sie Fünfte und beim Tokyo International Women’s Marathon Neunte.
1985 verteidigte sie ihren Titel in Kuala Lumpur, siegte zum dritten Mal in Kopenhagen und beendete mit einem 15. Platz in Tokio ihre Karriere.